# Racing Bulls
Racing Bulls S.p.A., tävlar som Visa Cash App Racing Bulls Formula One Team, är ett italienskt formel 1-stall som är baserat i Faenza. Stallet ägs av den österrikiska energidrycktillverkaren Red Bull och är systerstall till Red Bulls andra formel 1-stall Red Bull Racing.
Den 24 januari 2024 meddelades det att Scuderia Alpha Tauri skulle omgående bli RB Formula One Team och stallet skulle tävla under tävlingsnamnet Visa Cash App RB Formula One Team. Inför 2025 års säsong beslutade stallet att tävlingsnamnet ska vara Visa Cash App Racing Bulls Formula One Team.

## F1-säsonger
| Säsong | Tävlingsnamn                                | Bil     | Motor      | Däck | Poäng | VM-plac. | Nr. | Förare 1     | Nr. | Förare 2         | Nr. | Förare 3    |
| ------ | ------------------------------------------- | ------- | ---------- | ---- | ----- | -------- | --- | ------------ | --- | ---------------- | --- | ----------- |
| 2024   | Visa Cash App RB Formula One Team           | VCARB01 | Honda RBPT | P    | 46    | 8:a      | 22. | Yuki Tsunoda | 3.  | Daniel Ricciardo | 30. | Liam Lawson |
| 2025   | Visa Cash App Racing Bulls Formula One Team | VCARB02 | Honda RBPT | P    | 36    | 7:a      | 22. | Yuki Tsunoda | 6.  | Isack Hadjar     | 30. | Liam Lawson |

|  |

|  |

|  |

## Organisation

### Ledande befattningar
Ett urval av de ledande positionerna inom stallet.
| Position                                      |                | Namn                |
| --------------------------------------------- | -------------- | ------------------- |
| Ledande representant för ägaren Red Bull Gmbh | Österrike      | Dr. Helmut Marko    |
| VD                                            | Österrike      | Peter Bayer         |
| Stallchef                                     | Storbritannien | Alan Permane        |
| Lagledare                                     | Nya Zeeland    | Graham Watson       |
| Teknisk direktör                              | Storbritannien | Jody Egginton       |
| Chefsingenjör                                 | Japan          | Masamitsu Motohashi |
| Chefsingenjör för fordonprestanda             | Italien        | Claudio Balestri    |
| Chef över raceingenjörerna                    | Storbritannien | Jonathan Eddolls    |
| Raceingenjör (Hadjar)                         | Frankrike      | Pierre Hamelin      |
| Raceingenjör (Lawson)                         | Italien        | Ernesto Desiderio   |